# Louis Auvray
Pour les articles homonymes, voir Auvray et Louis Auvray (homonymie).
 (mars 2017).
Louis Auvray, né le 7 avril 1810 à Valenciennes et mort le 27 avril 1890 à Neuilly-sur-Seine, est un sculpteur, un littérateur  et un critique d'art français.

## Biographie
Louis Auvray, né le 7 avril 1810 à Valenciennes, est le frère du peintre Félix Auvray et d'Alexandre Auvray.
Il est élève de Léonce de Fieuzal à Valenciennes et de Pierre-Jean David d'Angers à Paris. Il a surtout produit, en sculpture, des médaillons et des bustes. Il fut aussi directeur de la Revue artistique et littéraire et a collaboré à divers journaux artistiques. Il a aussi été nommé président du Comité central des artistes.
Il a exposé aux divers salons un certain nombre de personnages historiques ou contemporains et quelques rares sujets de fantaisie notamment Jean-François Lesueur (1857), Antoine Watteau (1859), Une Bacchante (1863), Sauvageot (1865), Condillac (pour la ville de Grenoble en 1868), Un Philosophe (1870, Salon de 1873), Félix Auvray et Auvray père (1874), Jean-Guillaume Moitte statuaire (pour l'Institut en 1875), Alexandre Du Bois, architecte (1876).
Louis Auvray est aussi l'auteur, en collaboration avec l'architecte Jules Adeline, du Monument à Louis-Henri Brévière à Forges-les-Eaux en 1873.
Il meurt le 27 avril 1890,, à Neuilly-sur-Seine.

## Œuvres dans les collections publiques
- Paris :
  - Institut national de jeunes sourds de Paris : Roch-Ambroise Cucurron Sicard, dit l'abbé Sicart, buste.
  - musée du Louvre :
    - Portrait d'Alexandre-Charles Sauvageot, collectionneur, violoniste, donateur et conservateur honoraire des musées impériaux (1781-1860), 1863, buste en marbre ;
    - Portrait du peintre Gentile Bellini (vers 1429-1507), 1871, buste en marbre.
- Valenciennes, musée des beaux-arts : Portrait du sculpteur Jacques Saly (1717-1776), 1838, buste en marbre.
- Versailles, châteaux de Versailles et de Trianon :
  - Portrait du chroniqueur Jean Froissart (1333-vers 1410), 1843, buste en marbre ;
  - Portrait du musicien Jean-François Lesueur (1760-1837), buste en marbre ;
  - Portrait du sculpteur Jacques Saly (1717-1776), buste en marbre.
- Nogent-sur-Marne :
  - Monument à Antoine Watteau, 1865, buste en marbre ornant le cénotaphe du peintre. Inscrit à l'inventaire général du patrimoine culturel le 16 février 1989[6].

## Publications comme littérateur et critique d'art
- Délassements poétiques d'un artiste, 1849.
- Concours des grands prix et envois de Rome, 1858.
- Projet de tombeau pour Napoléon 1er, 1861.
- Expositions des beaux-arts [Salons de 1834 à 1865].
- Recueil d'allocutions maçonniques, 1840.
- Il poursuivit l'édition du Dictionnaire général des artistes de l'école française depuis l'origine des arts du dessin jusqu'à nos jours, commencé par Émile Bellier de La Chavignerie (1821-1871), qui fut publié en deux volumes, 1882-1885.

Œuvres de Louis Auvray
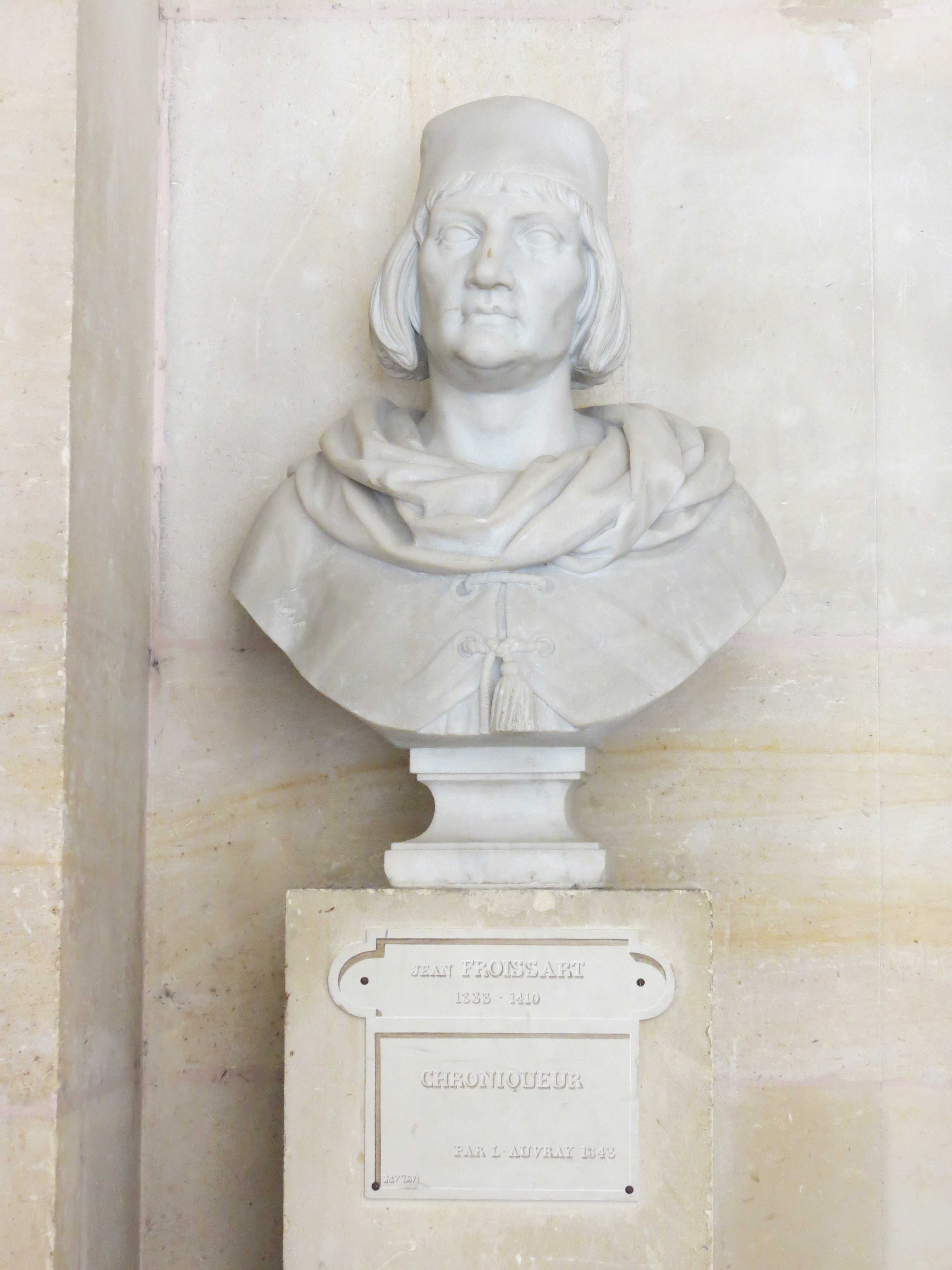
Jean Froissart (1843), château de Versailles, galerie de pierre haute, sud.
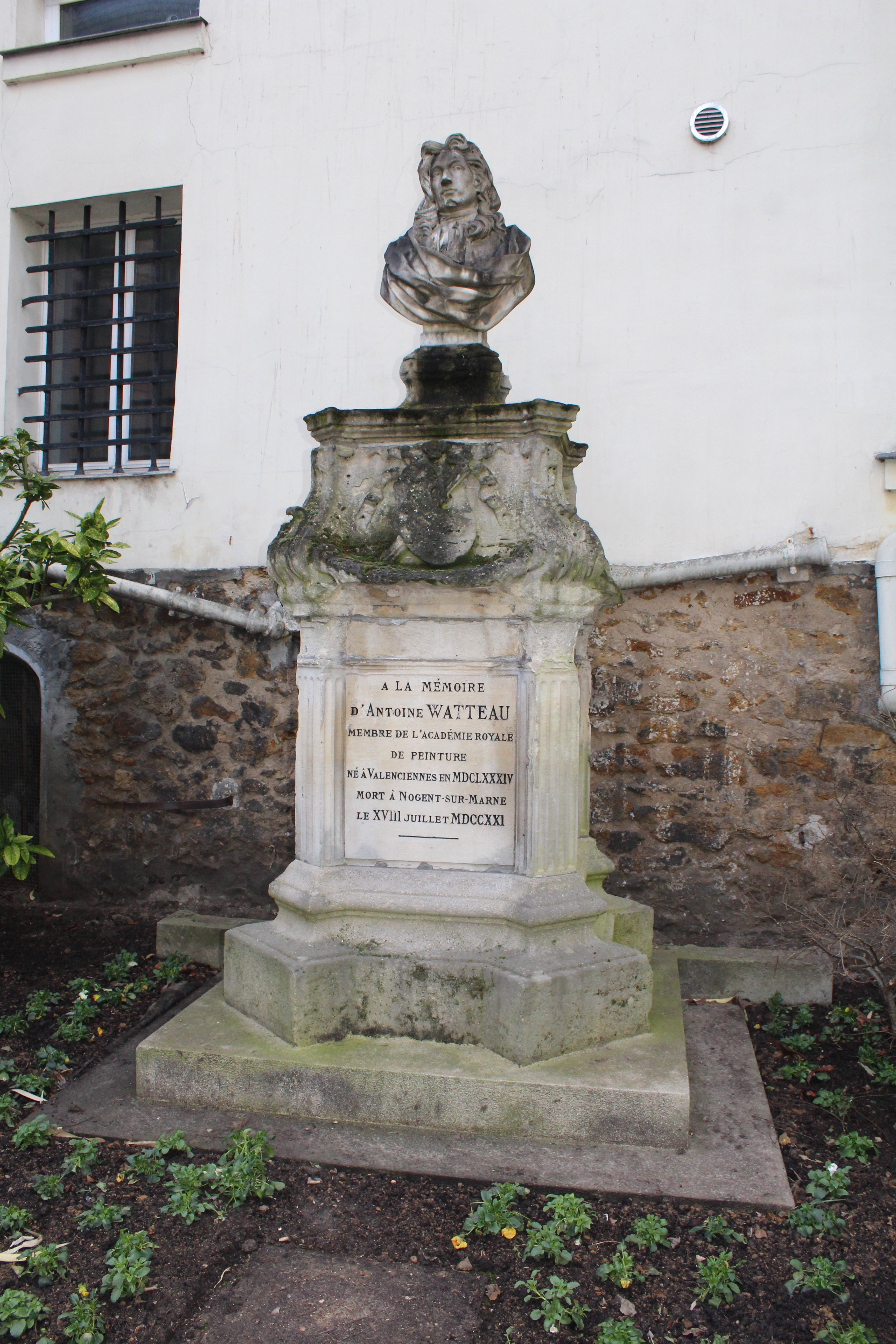
Monument à Antoine Watteau (1865),  Nogent-sur-Marne.

### Iconographie
- Hippolyte Maindron (1801-1884), Portrait de Louis Auvray (1839),  médaille, profil droit, bronze, Valenciennes, musée des beaux-arts.